# 陳六
陳六（越南语：／；1825年—1899年7月6日），人稱六神父，教名伯多祿，是一名越南籍天主教神父，主持修建了發艷教堂。

## 生平
陳六是清化省人，本名陳文有（Trần Văn Hữu），1825年出生於河中府峨山縣高詠總美關村（今屬河中縣河榮社美關村）一個天主教家庭。年輕時代，越南禁止傳播天主教，他只能秘密跟隨神父學習神學知識。隨著越南與法國關係惡化，嗣德帝下令搗毀國內的天主教設施，逮捕天主教徒。1858年7月13日，陳六被阮朝官府逮捕，並流放到諒山省。
1860年1月，陳六被西東京總教區主教Jeantet Khiêm任命為神父，並化名為陳六，管理諒山被流放的天主教徒。1862年，越法議和，陳六等流放的天主教徒被釋放。他按照主教的安排，來到寧平省收攏教徒和傳教，修建了發艷教堂。
1886年，陳六被阮朝朝廷任命為清化宣撫使，掛禮部參知銜。1889年，陳六辭去宣撫使一職。
1899年7月6日，陳六去世。清化布政使和殖民政府的寧平公使參加了他的葬禮。
1925年，阮朝朝廷追授陳六為禮部尚書，追封發艷男。